# 司馬順宰
司馬順宰（？—416年），十六國時期北魏河內人，北魏神瑞元年（414年）叛魏自稱晉王。
次年（415年），上黨胡人推白亞栗斯為單于，以司馬順宰為謀主。416年，胡人復改立劉虎為主，北魏伐劉虎，大破之，司馬順宰被殺。